# Back Soon
Pour plus de détails, voir Fiche technique et Distribution.
Back Soon (Skrapp út) est une comédie dramatique franco-islandaise de Sólveig Anspach sortie en 2008. C'est le premier film d'une trilogie[réf. nécessaire], suivront les films Queen of Montreuil et L'Effet aquatique.

## Synopsis
Anna Halgrimsdóttir vit à Reykjavík avec ses deux fils, mais elle décide de s'en aller et abandonner son activité de vendeuse de marijuana.

## Fiche technique
- Titre original : Back Soon
- Titre islandais : Skrapp út
- Réalisation : Sólveig Anspach
- Production : Skuli Fr. Malmquist, Porir S. Sigurjonsson et Patrick Sobelman
- Scénario : Sólveig Anspach et Jean-Luc Gaget
- Photographie : Bergsteinn Björgúlfsson
- Musique : Martin Wheeler, Hjalmar
- Montage : Anne Riegel
- Distribution : BAC Films
- Pays :  France -  Islande
- Langue : islandais
- Durée : 92 minutes
- Format : couleur
- Date de sortie française : 8 août 2008

## Distribution
- Didda Jónsdóttir : Anna Hallgrimsdóttir
- Julien Cottereau : Raphaël
- Joy Doyle : Joy
- Ingvar Eggert Sigurðsson : Siggi
- Jörundur Ragnarsson : Tomas
- Úlfur Aegisson : Ùlfur
- Hrafn Barrett : Krummi
- Frosti Jon Runelfsson : Crane Man
- Benedikt Arnason : Kjartan
- Ólafía Hrönn Jónsdóttir : Marta
- Darren Foreman : le père d’Úlfur